# Marmandais

Le Marmandais est une région naturelle de France située en Aquitaine, au nord-ouest du département de Lot-et-Garonne. Elle est réputée pour ses tomates et son vignoble.

## Toponymie
C'est la ville de Marmande qui a donné son nom à ce pays.

## Situation
Le Marmandais est la région située autour de Marmande, au nord-ouest du département de Lot-et-Garonne. Le pays est entouré par les régions naturelles suivantes :
- Au nord par l'Entre-deux-Mers.
- À l'est par le Haut-Agenais.
- Au sud par l'Albret.
- À l'ouest par le Bazadais.

## Topographie

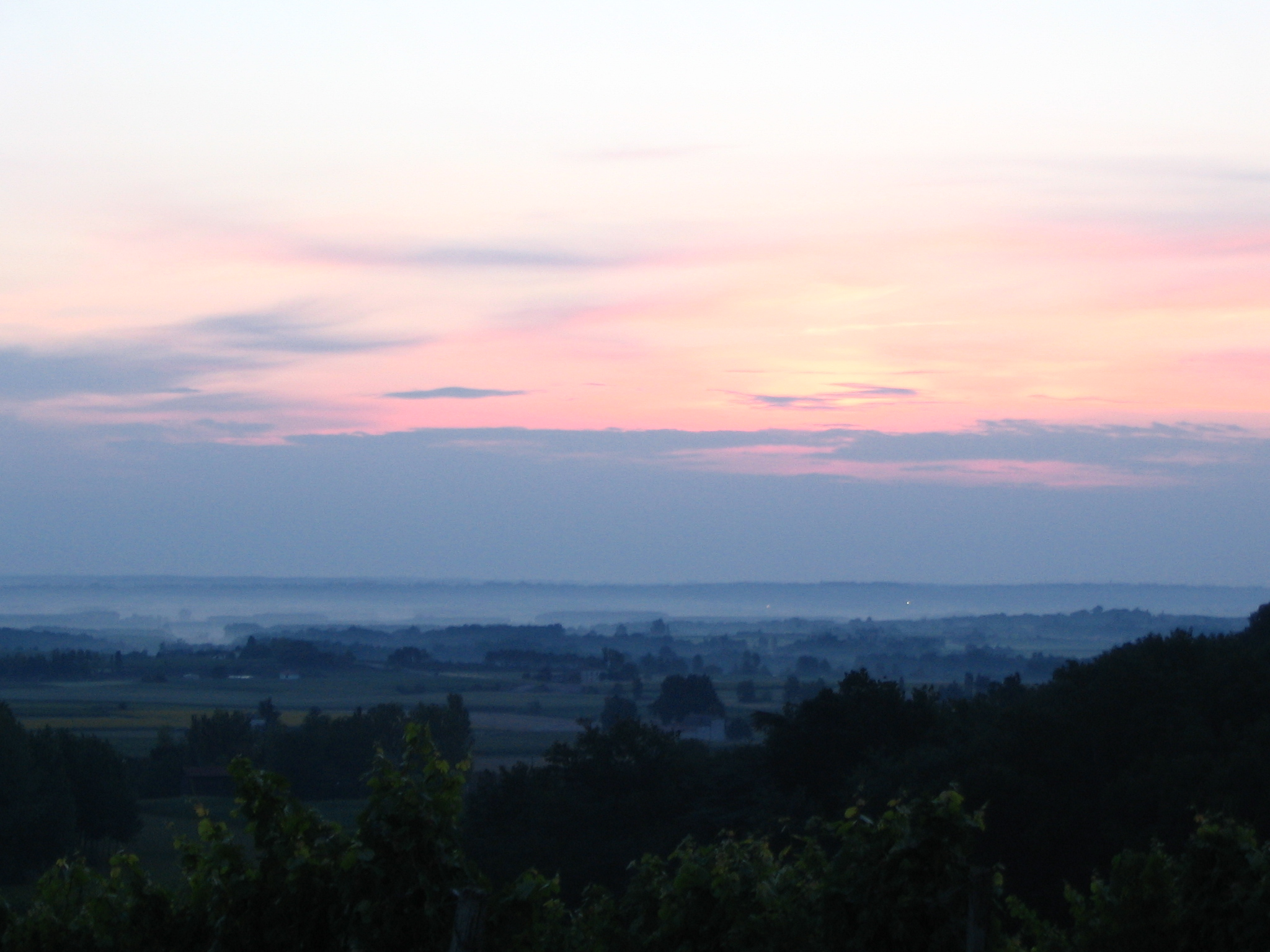
Vallée de la Garonne vers Cocumont

## Culture et traditions

### Spécialités gastronomiques
- Tomate de Marmande
- Vins des Côtes-du-marmandais